# Hoeryongfånglägret
Hoeryongfånglägret, även känt som Läger 22, under den officiella benämningen "Chosunfolkets säkerhetsenhet 2209" eller "Pueksan-ku-ministeriet för statlig säkerhet" var ett nordkoreanskt läger ungefär 20 kilometer från staden Hoeryong i Norra Hamgyong. Lägret låg i landets nordöstra del vid gränsen till Ryssland och Kina. Det innehöll ungefär 50 000 fångar, huvudsakligen familjer till åtalade nordkoreaner, fördelade på omkring 1 000 vakter och 5-600 administrativa agenter, fördelade på ett område 50 kilometer långt och 40 kilometer brett.
Den årliga jordbruksproduktionen för lägret var enligt vittnesuppgifter från en före detta vakt, Ahn Myong Chol, på 400 ton majs, 10 000 ton potatis, 50 000 ton limabönor och 10 000 ton rödpeppar. Utöver detta odlades olika kålfrukter, rädisor, gurkor, äggplantor, destillerier av sojasås och whisky och så vidare. Man bröt även kol. Han beräknade även att 1 500 till 2 000 fångar, mestadels barn, dog av undernäring varje år. Avrättningar inträffade, drygt 10 personer per år. Fångar på lägret fick ungefär 500 won per år. Ungdomar på lägret fick grundläggande utbildningar i läsning, skrivning och räkning. Man hade nio helgdagar per år. Enligt vittnesuppgifter används fångar för dödliga experiment med kemiska vapen.
Lägrets existens förnekas av de nordkoreanska myndigheterna. Under juni 2012 ska ett godståg ha fört flera av fångarna söderut, och hela eller delar av lägerområdets åkermark brukades hösten 2012 av lokala bönder. Lägret hade därmed stängts.

### Webbkällor
- Hawk (2003), The Hidden Gulag Exposing North Korea's Prison Camps - Prisoners’ Testimonies and Satellite Photographs, U.S. Committee for Human Rights in North Korea, s. 39-40, arkiverad från ursprungsadressen  den 2010-07-04, https://web.archive.org/web/20100704200341/http://www.hrnk.org/download/The%20Hidden%20Gulag.pdf, läst 19 augusti 2010
- Barnett, Anthony (1 februari 2004). ”Revealed: the gas chamber horror of North Korea's gulag”. The Guardian. http://www.guardian.co.uk/korea/article/0,2763,1136483,00.html.
- ”Former guard: Ahn Myong Chol - North Korean prison guard remembers atrocities”. NBC News. 15 januari 2003. http://www.msnbc.msn.com/id/3071468/.
- ”III. A Well-founded Fear: Punishment and Labor Camps in North Korea”. The Invisible Exodus: North Koreans in the People's Republic of China 14 (8). 2002. http://www.hrw.org/reports/2002/northkorea/norkor1102-02.htm#P448_97429. Läst 19 augusti 2010.
- Choe Sang-Hun (9 juli 2007). ”Born and raised in a North Korean gulag”. http://www.nytimes.com/2007/07/09/world/asia/09iht-korea.4.6569853.html?_r=1. Läst 19 augusti 2010.